# Computer Software Rating Regulation
Le Computer Software Rating Regulation (chinois : 電腦軟體分級辦法 ; pinyin : Diànnǎo ruǎntǐ fēnjí bànfǎ ; litt. « Classification de logiciels ») est un système d’évaluation taïwanais des jeux vidéo sur console (excepté sur borne d’arcade) et ordinateur.

## Classification
| Icône | Description |
| ----- | --- |
|       | 普遍級, Pǔbiàn jí, « Universel » Tout utilisateur peut l’utiliser.                                                                                             |
|       | 保護級, Bǎohù jí, « Protection » Interdit aux moins de 6 ans. Les personnes âgées de 6 et plus mais moins de 12 ans doivent être accompagnés de leurs parents. |
|       | 輔12級, Fǔ 12 jí, « Classé 12+ » Les personnes âgées de 12 et plus mais moins de 15 ans doivent être accompagnés de leurs parents.                             |
|       | 輔15級, Fǔ 15 jí, « Classé 15+ » Les personnes âgées de 15 et plus mais moins de 18 ans doivent être accompagnés de leurs parents.                             |
|       | 限制級, Xiànzhì jí, « Classé X » Interdit aux moins de 18 ans.                                                                                                 |